# Biała droga
Biała droga – szósty album Urszuli, wydany w 1996 roku nakładem wydawnictwa Zic Zac.
Nagrań dokonano III-V 1995 r. w Studio Buffo, Warszawa, „Woodstock ’94” nagrano w Studio Izabelin przy pomocy Jarka Pruszkowskiego.
W 1994 roku wydano utwór i teledysk „Bez ciebie nie ma mnie” (reżyseria teledysku Kuba Wojewódzki). Teledysk brał udział w rywalizacji plebiscytu „Muzyczna jedynka” w czerwcu 1994 roku. Utwór został ponownie nagrany na płytę, w nieco zmienionej aranżacji, i zatytułowany „Euforia”. Wokalistka postanowiła przypomnieć się także coverem szlagieru „Konik na biegunach”. Dopiero ten cover okazał się „strzałem w dziesiątkę” i przywrócił Urszulę na szczyt. Rok później umiarkowaną popularność zdobyła ballada „Woodstock ’94”. Przełom nastąpił w 1996 roku, kiedy na listy przebojów trafił jeden z największych hitów w karierze Urszuli, „Na sen”. Utwór ten, razem z nową wersją „Konika na biegunach” ukazał się na singlu promującym płytę. Na szczyty list przebojów trafiły również: „Niebo dla ciebie”, „Ja płaczę” i już w 1997 tytułowa „Biała droga”.
Album Biała droga uzyskał status platynowej płyty.
20 listopada 2015 odbyła się premiera płyty DVD + CD Biała droga Live – Woodstock Festival Poland 2015. Album stanowi zapis koncertu, który Urszula z zespołem zagrała z okazji 20-lecia nagrania Białej drogi. Koncert miał miejsce w nocy 29/30 lipca 2015 na scenie Akademii Sztuk Przepięknych podczas 21. Przystanku Woodstock. W jego trakcie zostały zaprezentowane wszystkie piosenki z Białej drogi. Partie nagrane w oryginale przez Kostka Joriadisa wykonał gościnnie Damian Ukeje.
25 marca 2016, z okazji 20-lecia wydania płyty Biała droga, ukazała się jej reedycja zawierająca materiał zremasterowany z oryginalnych taśm. Wydawnictwo zostało wzbogacone o singiel „Król w malinach”, będący jednym z dwóch utworów, które nie weszły pierwotnie na album. Drugiej z piosenek, „Zły (Człowiek)” nie udało się odnaleźć na taśmach-matkach i z powodu złej jakości nagrania nie dostała się ona na reedycję płyty, została jedynie udostępniona na fanpage'u Urszuli. Oba niepublikowane wcześniej utwory pochodzą z sesji do Białej drogi, z 1995 roku. Album, po 20 latach, został również po raz pierwszy wydany na płycie winylowej. Z okazji jubileuszu Białej drogi stworzono też stronę internetową zawierającą archiwalne materiały.
Wiosną 2016 Urszula odbyła swoją pierwszą w Polsce klubową trasę koncertową „Największe przeboje”, z której powstał materiał CD + DVD Biała droga Live 2016. Premiera albumu miała miejsce 16 września 2016. Jako bonus na płycie DVD umieszczono dwa archiwalne nagrania z Festiwalu Opole 1996 r.

## Lista utworów
1. „Niebo dla ciebie” (muz. S. Zybowski, sł. U. Kasprzak) – 4:37
2. „Na sen” (muz. S. Zybowski, sł. U. Kasprzak) – 4:28
3. „Euforia” (muz. S. Zybowski, sł. U. Kasprzak) – 4:33
4. „Ja płaczę” (muz. S. Zybowski, sł. U. Kasprzak) – 3:31
5. „What is and what should never be” (cover Led Zeppelin, J.Page, R.Plant) – 4:47
6. „Woodstock `94” (muz. S. Zybowski, sł. U. Kasprzak) – 3:26
7. „Ten Tato” (muz. S. Zybowski, sł. U. Kasprzak) – 4:49
8. „Konik na biegunach” (muz. J. Dybek, sł. Franciszek Serwatka) – 3:05
9. „Mój blues” (muz. S. Zybowski, sł. U. Kasprzak) – 5:01
10. „Biała droga” (muz. S. Zybowski, sł. U. Kasprzak) – 5:14
11. „Lewiatan” (muz. S. Zybowski, sł. U. Kasprzak) – 6:19
12. „Millennium” (muz. S. Zybowski, sł. U. Kasprzak) – 6:11
13. „Król w Malinach” (utwór dodatkowy)

## Listy przebojów
| 1994 | Euforia            | -  | -  |
| 1994 | Konik na biegunach | 11 | -  |
| 1995 | Woodstock ’94      | 21 | -  |
| 1996 | Na sen             | 1  | 8  |
| 1996 | Niebo dla ciebie   | 1  | 32 |
| 1996 | Ja płaczę          | 6  | 31 |
| 1997 | Biała droga        | 2  | -  |
| 2016 | Król w malinach    | -  | -  |

## Teledyski
- „Bez ciebie nie ma mnie” (później jako „Euforia”) – 1994
- „Na sen” – 1996
- „Niebo dla ciebie” – 1996
- „Ja płaczę” – 1996
- „Biała droga” – 1997

## Twórcy
- Urszula – śpiew, chórki
- Stanisław Zybowski – gitary
- Sławomir Piwowar – instrumenty klawiszowe
- Jacek Królik – gitara
- Artur Malik – perkusja
- Piotr Żaczek – gitara basowa
- Konstanty Joriadis – chórki
- Zdjęcia – Jacek Poremba

Skład zespołu „Dogs”: Urszula – śpiew, Wojtek „Puzon” Kuzyk – gitara basowa, Sławek Piwowar – instrumenty klawiszowe, Robert Szymański – perkusja, Staszek Zybowski – gitary. • Produkcja: Stanisław Zybowski • Inżynier dźwięku: Rafał Paczkowski • Asystent: Darek Wójcik • Mastering: Grzegorz Piwkowski • Makijaż: Iza Morska • Stylizacja włosów: Jarek Korniluk • Projekt okładki: Marek Kościkiewicz. • Opracowanie graficzne: Van Art.